# مندی مور (هنرمند)
مندی مور (انگلیسی: Mandy Moore؛ زادهٔ ۲۸ مارس ۱۹۷۶) طراح رقص، رقصنده و تهیه‌کننده اهل ایالات متحده آمریکا است. وی همچنین برندهٔ جوایزی همچون جوایز امی ساعات پربیننده شده‌است.